# Constantin Simirad
Constantin Simirad (* 13. Mai 1941 in Coțușca; † 28. März 2021 in Iași) war ein rumänischer Politiker und Diplomat.

## Werdegang
Constantin Simirad wurde am 13. Mai 1941 in Coțușca geboren. Er studierte am National College Iași und an der Universität Alexandru Ioan Cuza Iași. Von 1965 bis 1968 unterrichtete er an einer Sekundarschule in Dorohoi. 1968 wurde er Assistenzprofessor für Mathematik an der Technischen Universität Iași und studierte anschließend an der Fakultät für Mathematik der Universität von Oran. Das Doktorat in Mathematik schloss er 1979 ab.
Constantin Simirads politische Karriere begann 1991, als er Mitglied der Partidul Alianța Civică (PAC) wurde. Im folgenden Jahr wurde er zum Bürgermeister von Iași gewählt, als er für das Convenţia Democrată Română gewählt wurde. Im Jahr 1996 wurde er mit 71 % der Stimmen wiedergewählt. Er verließ 1998 die PAC und gründete eine eigene Partei, die Partidului Moldovenilor, deren Vorsitzender er bis 2002 war. 2002 ging die Partei in der Partidul Social Democrat (PSD) auf, deren Vize-Präsident Constantin Simirad wurde. Am 28. November 2003 verließ er Iași und wurde von Präsident Ion Iliescu zum rumänischen Botschafter in Kuba ernannt. Nach seiner Rückkehr nach Rumänien 2006 ging Constantin Simirad in Ruhestand.
Am 28. März 2008 ernannte ihn die PSD zum Präsidenten des Stadtrats von Iași. Er wurde am 1. Juni 2008 mit 36,5 % der Stimmen gewählt. Im September 2009 wurde er jedoch aus der PSD ausgeschlossen, nachdem er seine Unterstützung für Präsident Traian Băsescu bekundet hatte. Anschließend trat er der Uniunea Națională pentru Progresul României (UNPR) bei. 2012 wurde er beim Versuch seiner Wiederwahl zum Präsidenten des Gemeinderats genauso wie der Bürgermeisterkandidat seiner Partei, Tudor Ciuhodaru, nicht wiedergewählt.
Constantin Simirad starb am 28. März 2021 im Alter von 79 Jahren an Covid-19.